# Miljutin Željeznov
Miljutin Željeznov, slovenski inženir elektrotehnike, * 16. februar 1930, Ljubljana, † 6. september 2002, Polhov Gradec.

## Življenje in delo
Miljutin Željeznov, brat publicista in prevajalca Dušana Željeznova, ki se je rodil očetu profesorju Ivanu Željeznovu in materi pisateljici Marijani Željeznov-Kokalj, je v rojstnem mestu obiskoval klasično gimnazijo (1940–1948), ter nato nadaljeval študij na ljubljanski FE (šibki tok) in 1954 diplomiral. Magisterij je končal 1964, in 1965 doktoriral z disertacijo Sosedstveni pojav pri premih vzporednih tokovodnikih krožnih prerezov. (COBISS)
Zaradi sodelovanja z OF je bil 1943 izključen iz gimnazije. V letih 1953−1958 je bil zaposlen na Inštitutu za elektrozveze v Ljubljani, od 1958-1992 pa na ljubljanski FE, od 1977-1992 kot redni profesor za področje teorije elektromagnetnega polja in osnov elektrotehnike. Od 1975 je predaval tudi na Višji tehniški šoli v Mariboru. V letih 1967−1981 je sodeloval z Belorusko državno univerzo v Minsku in Moskovskim energetskim inštitutom v Moskvi. 
Samostojno in v soavtorstvu je objavil okoli 100 strokovnih del, od teh 5 samostojnih publikacij. Napisal je učbenike Osnove teorije elektromagnetnega polja (1971), Poglavja iz teorije elektromagnetnega polja (1976) in Osnove elektrotehnike I (1989); skripta Koordinatni sistemi (1963) in Problemi iz teoretične elektrotehnike (1967). Iz ruščine je prevedel knjigo Od umetnih satelitov k medplanetarnim poletom (A. A. Šternfeld, 1958), ki je prvo delo v slovenščini s tega področja, pomembno zaradi novega izrazoslovja. Za svoje delo je prejel več odlikovanj in priznanj.

## Odlikovanja in priznanja
- Vidmarjevo nagrado FE v Ljubljani (1979)
- Zlata plaketa Univerze v Ljubljani (1989)
- Red dela s srebrnim vencem (1966)
- Red dela z zlatim vencem (1984).